# Luka Mkheidze
Luka Mkheidze (n. 5 ianuarie 1996, Tbilisi, Georgia) este un judocan ce a reprezentat Franța, medaliat olimpic. A participat la o ediție a Jocurilor Olimpice (2020) în care a câștigat o medalie de bronz.